# Juan Carlos Morrone
Juan Carlos Morrone noto anche col nome italianizzato Giancarlo Morrone (Buenos Aires, 5 febbraio 1941) è un allenatore di calcio ed ex calciatore argentino di origine italiana, di ruolo attaccante.

## Carriera

### Giocatore

#### Gli esordi e l'arrivo alla Lazio
Juan Carlos Morrone, attaccante argentino, nato a Buenos Aires, soprannominato "El Gaucho" e meglio noto col nome italianizzato di Giancarlo. Un pezzo di storia della Lazio dove milita come giocatore, detenendo il maggior numero di reti in Serie B con la maglia biancoceleste, ben 34, oltre che in veste di allenatore delle giovanili e prima squadra.
Inizia con il Platense, squadra  di Buenos Aires, nella División B a 17 anni. In due anni segna 46 gol, 22 la prima stagione e 24 l'altra.
Non ha ancora 19 anni quando viene acquistato dalla Lazio. È la stagione 1960-61 e non avendo ancora compiuto il 22º anno di età può essere tesserato come oriundo secondo le vigenti norme federali dell'epoca. Arriva a campionato iniziato con la squadra ultima in classifica e non riesce a contribuire alla salvezza (realizzerà solo 4 gol). Nel successivo campionato di Serie B va a segno 14 volte ed è autore del primo gol in assoluto realizzato dalla Lazio nel campionato cadetto. Tecnica sudamericana fatta di dribbling, servizi ai compagni e assist, un rendimento sempre alto che lo fa entrare nel cuore dei tifosi. L'anno successivo, trasformato ormai in trequartista, realizza solo 10 gol tra cui quello con la Pro Patria che scandisce la promozione in Serie A della Lazio, con cui sigla 53 reti totali.

#### Il biennio alla Fiorentina
Dopo un anno nella massima serie passa alla Fiorentina, dove rimane per due stagioni segnando 13 reti in 73 presenze, dove vince una Coppa Italia, una Coppa Mitropa e perde una finale di questo torneo nel 1965.

#### Ritorno alla Lazio e le ultime stagioni in provincia
Torna alla Lazio, che ha acquistato anche i compagni "viola" Castelletti e Marchesi nella stagione 1966-67, voluto dall'allora allenatore Mannocci. Inizia così il secondo capitolo in maglia biancocelete del Gaucho Morrone che dura fino al termine della stagione 1970-71 (125 presenze tra Serie A e Serie B) quando chiude la sua avventura di calciatore con la Lazio trasferendosi al Foggia; il suo curriculum con le Aquile è di 259 presenze (239 in Campionato, 18 in Coppa Italia e 2 in Coppa delle Fiere) e 53 reti (49, 4, 0).
Due anni con i rossoneri foggiani in Serie B (43 partite e 4 reti), poi il passaggio all'Avellino nel novembre del 1973. All'inizio della stagione successiva, quella 1974-75, durante la preparazione precampionato, riporta un infortunio (il distacco del tendine rotuleo) che lo costringe a dire addio al calcio giocato, all'età di 33 anni.

### Allenatore

#### Lazio: dal settore giovanile alla prima squadra
Torna nuovamente a Roma, e inizia nella Lazio la carriera di allenatore facendo tutta la trafila nel settore giovanile e svolgendo anche il ruolo di vice-allenatore di prima squadra. È alla guida della Primavera quando viene chiamato a dirigere, insieme al direttore tecnico Roberto Lovati, la prima squadra nelle ultime 5 giornate del campionato di B 1982-83. La Lazio si piazza al secondo posto alle spalle del Milan e centra la promozione in Serie A, col tecnico argentino che viene confermato; alla 13ª giornata del campionato di A 1983-84, viene però esonerato e sostituito dall'ex compagno di squadra Paolo Carosi. Da allenatore di prima squadra Morrone conta 17 partite di campionato e 5 di Coppa Italia. Torna a dirigere la Primavera con cui vince il titolo di categoria nella stagione 1986-87.

#### Ritorno alle giovanili: Napoli e Lodigiani
Dopo il lungo periodo trascorso nella Lazio, Morrone viene ingaggiato dal Napoli, dove diviene allenatore della squadra Primavera per quattro anni. Poi va alla Lodigiani: allena le giovanili nei primi novanta, per poi subentrare in prima squadra nelle ultime quattro giornate del campionato di Serie C 1992-93, centrando quattro vittorie, e garantendo ai biancorossi la permanenza nella categoria.

#### Le esperienze nelle serie minori
Nella stagione 1997-98, dopo aver guidato Monterotondo prima e Viterbese poi, allena il Crotone con il quale vince la finale dei play-off sul campo neutro di Lecce contro il Benevento. Questa partita segna per la squadra del Gaucho la promozione in C1. Successivamente il tecnico argentino vivrà una stagione a Catanzaro e brevi esperienze con Lanciano, ancora Monterotondo e Tivoli, terminate tutte e tre con l'esonero. Disastrosa è stata la stagione alla guida della Lodigiani nel campionato di C2 2002-03: retrocesse in Serie D ai play-out (di seguito ripescata). Nell'annata successiva, in veste di direttore tecnico, gli rivenne affidata la squadra in collaborazione con Fabio Fratena ma, assieme a lui, fu esonerato nel novembre 2004. Il suo incarico più recente è stato quello assunto in una delle sue vecchie società, ossia il Monterotondo.

## Statistiche

### Presenze e reti nei club
| Stagione          | Squadra           | Campionato        | Campionato | Campionato | Coppe nazionali | Coppe nazionali | Coppe nazionali | Coppe continentali | Coppe continentali | Coppe continentali | Altre coppe | Altre coppe | Altre coppe | Totale | Totale |
| Stagione          | Squadra           | Comp              | Pres       | Reti       | Comp            | Pres            | Reti            | Comp               | Pres               | Reti               | Comp        | Pres        | Reti        | Pres   | Reti   |
| ----------------- | ----------------- | ----------------- | ---------- | ---------- | --------------- | --------------- | --------------- | ------------------ | ------------------ | ------------------ | ----------- | ----------- | ----------- | ------ | ------ |
| 1958              | Platense          | PB                | ?          | 22         | -               | -               | -               | -                  | -                  | -                  | -           | -           | -           | ?      | 22     |
| 1959              | Platense          | PB                | ?          | 24         | -               | -               | -               | -                  | -                  | -                  | -           | -           | -           | ?      | 24     |
| Totale Platense   | Totale Platense   | Totale Platense   | ?          | 46         |                 | -               | -               |                    | -                  | -                  |             | -           | -           | ?      | 46     |
| 1960-1961         | Lazio             | A                 | 17         | 4          | CI              | 3               | 2               | -                  | -                  | -                  | -           | -           | -           | 20     | 6      |
| 1961-1962         | Lazio             | B                 | 33         | 14         | CI              | 2               | 1               | -                  | -                  | -                  | -           | -           | -           | 35     | 15     |
| 1962-1963         | Lazio             | B                 | 32         | 10         | CI              | 1               | 0               | -                  | -                  | -                  | -           | -           | -           | 33     | 10     |
| 1963-1964         | Lazio             | A                 | 32         | 5          | CI              | 1               | 0               | -                  | -                  | -                  | -           | -           | -           | 33     | 5      |
| 1964-1965         | Fiorentina        | A                 | 33         | 6          | CI              | 1               | 0               | -                  | -                  | -                  | CdF         | 2           | 0           | 36     | 6      |
| 1965-1966         | Fiorentina        | A                 | 28         | 6          | CI              | 5               | 1               | -                  | -                  | -                  | CdF         | 4           | 0           | 37     | 7      |
| Totale Fiorentina | Totale Fiorentina | Totale Fiorentina | 61         | 12         |                 | 6               | 1               |                    | -                  | -                  |             | 6           | 0           | 73     | 13     |
| 1966-1967         | Lazio             | A                 | 33         | 4          | CI              | 2               | 0               | -                  | -                  | -                  | -           | -           | -           | 35     | 4      |
| 1967-1968         | Lazio             | B                 | 27         | 4          | CI              | 2               | 0               | -                  | -                  | -                  | -           | -           | -           | 29     | 4      |
| 1968-1969         | Lazio             | B                 | 27         | 6          | CI              | 1               | 0               | -                  | -                  | -                  | -           | -           | -           | 28     | 6      |
| 1969-1970         | Lazio             | A                 | 23         | 2          | CI              | 3               | 0               | -                  | -                  | -                  | -           | -           | -           | 26     | 2      |
| 1970-1971         | Lazio             | A                 | 15         | 0          | CI              | 3               | 1               | -                  | -                  | -                  | CdF         | 2           | 0           | 20     | 1      |
| Totale Lazio      | Totale Lazio      | Totale Lazio      | 239        | 49         |                 | 18              | 4               |                    | -                  | -                  |             | 2           | 0           | 259    | 53     |
| 1971-1972         | Foggia            | B                 | 20         | 0          | CI              | 0               | 0               | -                  | -                  | -                  | -           | -           | -           | 20     | 0      |
| 1972-1973         | Foggia            | B                 | 23         | 4          | CI              | 1               | 0               | -                  | -                  | -                  | -           | -           | -           | 24     | 4      |
| Totale Foggia     | Totale Foggia     | Totale Foggia     | 43         | 4          |                 | 1               | 0               |                    | -                  | -                  |             | -           | -           | 44     | 4      |
| 1973-1974         | Avellino          | B                 | 26         | 0          | CI              | 0               | 0               | -                  | -                  | -                  | -           | -           | -           | 26     | 0      |
| 1974-1975         | Avellino          | B                 | 0          | 0          | CI              | 0               | 0               | -                  | -                  | -                  | -           | -           | -           | 0      | 0      |
| Totale Avellino   | Totale Avellino   | Totale Avellino   | 26         | 0          |                 | 0               | 0               |                    | -                  | -                  |             | -           | -           | 26     | 0      |
| Totale carriera   | Totale carriera   | Totale carriera   | 369+       | 111        |                 | 25              | 5               |                    | -                  | -                  |             | 8           | 0           | 402+   | 116    |

## Palmarès

### Giocatore

#### Competizioni nazionali
- Coppa Italia: 1

Fiorentina: 1965-1966
- Campionato italiano di Serie B: 1

Lazio: 1968-1969

#### Competizioni internazionali
- Coppa Mitropa: 1

Fiorentina: 1966
- Coppa delle Alpi: 1

Lazio: 1971

### Allenatore

#### Competizioni giovanili
- Campionato nazionale Dante Berretti: 1

Lazio: 1976-1977
- Campionato Primavera: 1

Lazio: 1986-1987

#### Competizioni nazionali
- Serie D: 1

Tivoli: 2001-2002